# 年表
年表（ねんぴょう、英: timeline タイムライン）は、（歴史上の）出来事を年の順（「年月日」の順、「日付」の順）に記載した表のこと。
年表というのは、（日本語では）すでに起きたこと（＝「歴史上のこと」）を、起きた日付で排列（配列）した表のことである。

## 種類・分類
冒頭の条件を満たしていれば年表であるので、年表は多種多様であり、さまざまな種類があり、分類法もいくつもある。
テーマ、つまり何に焦点を当てているかで年表を分類することがある。
- 「歴史」という言葉で指されがちな領域を広く扱っているものを「歴史年表」と呼ぶ。主に政権史（ある地域での権力者や政府の交代・盛衰の歴史）、戦争史、政治史であり、当該域の文化史に関してはほんの部分抽出といったところである。[注釈 2] つまり漠然と「歴史年表」と呼ばれているのは、実は、主として政権・権力者・戦争に焦点を当てた（当ててしまった）年表である。世界史に焦点を当てた表を「世界史年表」と言う。特定の地域にだけ焦点を当てた歴史（たとえば西欧史、中東史、中国史、朝鮮史（韓国史）、日本史など）の年表を記載したものは「西欧史年表」「中東史年表」「中国史年表」「朝鮮史年表」（韓国史年表）「日本史年表」などと呼ばれている。
- そうではない領域に焦点を当てた年表もある。たとえば音楽史年表、科学史年表などがある。

- 個人の人生の中での歴史（出来事）に焦点を当てた年表が、多くの成果を長年に渡って成し遂げた人物に関する書物（伝記など）や（百科事典などの）記事にはしばしば記載される。たとえば業績の多い音楽家や科学者などにはそうした年表が記載される。英語では全く同じように「timeline」と呼ぶが、日本語では（たいてい）「年譜」と呼ぶ（日本語では「表」と「譜」で文字は異なっているが、指している本質、年月日順に配列した表、ということは全く同じである）。「個人史年表」などとも言う。なお、近年の日本では、（著名な業績を挙げた人でなくても）普通の人々が定年後などに自分だけをテーマにした個人史（「自分史」）を（自分や家族などに向けて）書くということを行う人もいるので、そこに「自分史年表」という名の年表を記載する、ということも行われている。

表に用いられている手法で分類することもある。（ほぼ）文字ばかりの表 / 視覚的効果も多用した表、といった線引きである。
- もっぱら文字で表した年表。たとえば、起こった年（月日）と出来事を1つの行にし、それを並べたもの。
- 長い直線を描いて一種の「時間軸」とし、時間軸上の出来事のあった時間に日付と出来事を書くもの。見る人に、ひとつひとつの状態に対応する「時の長さ」を意識させる。

図で表す場合、年表の主題と出来事によって、年表の時間軸はどんな時間スケールでも使うことができる。ほとんどの年表は線形スケールを使用している。図上の距離はそこで表される時間に比例している。この時間スケールは、年表中ので出来事に依存している。地球史の年表は何億年もの期間を表すが、アメリカ同時多発テロ事件のタイムラインは数分の間に起きた出来事を表す。地球史年表のような非常に長い期間の年表には、対数スケールの時間軸が用いられる。
- 時間軸と直交する方向に地理的な空間を割り当てて、空間と時間の広がりを踏まえて、地球上の出来事を広く俯瞰できるようにしたもの。

- サファヴィー朝の歴史年表。縦長の色分けされた帯を、主たる要素として配置している。
- アレクサンドロス大王の生涯に焦点を当てた年表。その父のピリッポス2世も記載して、両者の人生が重なっていた時期や、アレクサンドロス大王が成果を上げた時期が大王の人生の中ではどのあたりなのか、を見る人に意識させている。
- ジョゼフ・プリーストリーの『歴史の新図表（英語版）』（1765年）。縦軸方向には地理的な場所を配置し、見る人の視野を広くさせ、できるだけ世界全体の歴史を、時間・空間ともに俯瞰させよう、という心くばりがある。
- キリスト教の教派の分派・派生関係の歴史に焦点を当てた年表。ツリー構造で表現。分かりやすくなるよう色分けして表現。要所に年号と出来事を言葉で書き込んでいる。

## 教育での利用
年表は、教育的な場面でよく用いられる。歴史上の出来事の前後関係や、各時期の傾向、俯瞰的な概略などを、学習者が掴むのに、年表が手助けとなるからである。
特に図で表した年表の場合、出来事の間隔や（戦争や生涯などの）出来事が起きていた時間の長さ、同時に起きていた出来事などを視覚化することが出来る。
歴史の学習での利用
年表は歴史の学習で特によく用いられる。それにより、時間とともに変化する感覚が伝わるからである。戦争や社会運動は年表の主題としてよく使われる。また、伝記でも使われる。
自然科学での利用
年表は自然科学、特に天文学・生物学・地質学の学習者のために使われる。
他
なお教育者や研究者も、他者を教育するためだけでなく、出来事を整理整頓しなおして自分の理解の助けとするために年表を作ることがある。

## 縦書き横書きと時間軸
英語、ドイツ語、フランス語などの「横書き」が原則の（圧倒的に多い）言語では、結果として縦方向に伸びてゆくように、古い出来事ほど上に、新しい出来事ほど下になるように構成される。
現代の日本語というのは横書きでも縦書きでも書かれるものなので、そういう言語では年表は、横書き時には縦方向に、縦書き時には横方向に伸びるように構成される。日本語では縦書き時には右から左へと書く習慣なので、縦書き時には、古い出来事は右側に、新しい出来事は左側に配置されることが一般的。

## ギャラリー
- スウェーデン・エレブルーの屋外に設置された、銅製のタイムライン「歴史の50メートル」
- PostgreSQLというデータベース管理システムの歴史に焦点を当てた年表
- さまざまなウェブブラウザの歴史を俯瞰するための年表
- 宇宙の歴史、ビッグバン以降の空間の膨張を立体的に表現してみせた年表。

## 各年代の項目
各年・各年代を表すページへの年代順の一覧。

### 1900年以降
| 19世紀 | 1900年代 | 1900 |      |      |      |      |      |      |      |      |      |  |
| 20世紀 | 1900年代 |      | 1901 | 1902 | 1903 | 1904 | 1905 | 1906 | 1907 | 1908 | 1909 |  |
| 20世紀 | 1910年代 | 1910 | 1911 | 1912 | 1913 | 1914 | 1915 | 1916 | 1917 | 1918 | 1919 |  |
| 20世紀 | 1920年代 | 1920 | 1921 | 1922 | 1923 | 1924 | 1925 | 1926 | 1927 | 1928 | 1929 |  |
| 20世紀 | 1930年代 | 1930 | 1931 | 1932 | 1933 | 1934 | 1935 | 1936 | 1937 | 1938 | 1939 |  |
| 20世紀 | 1940年代 | 1940 | 1941 | 1942 | 1943 | 1944 | 1945 | 1946 | 1947 | 1948 | 1949 |  |
| 20世紀 | 1950年代 | 1950 | 1951 | 1952 | 1953 | 1954 | 1955 | 1956 | 1957 | 1958 | 1959 |  |
| 20世紀 | 1960年代 | 1960 | 1961 | 1962 | 1963 | 1964 | 1965 | 1966 | 1967 | 1968 | 1969 |  |
| 20世紀 | 1970年代 | 1970 | 1971 | 1972 | 1973 | 1974 | 1975 | 1976 | 1977 | 1978 | 1979 |  |
| 20世紀 | 1980年代 | 1980 | 1981 | 1982 | 1983 | 1984 | 1985 | 1986 | 1987 | 1988 | 1989 |  |
| 20世紀 | 1990年代 | 1990 | 1991 | 1992 | 1993 | 1994 | 1995 | 1996 | 1997 | 1998 | 1999 |  |
| 20世紀 | 2000年代 | 2000 |      |      |      |      |      |      |      |      |      |  |
| 21世紀 | 2000年代 |      | 2001 | 2002 | 2003 | 2004 | 2005 | 2006 | 2007 | 2008 | 2009 |  |
| 21世紀 | 2010年代 | 2010 | 2011 | 2012 | 2013 | 2014 | 2015 | 2016 | 2017 | 2018 | 2019 |  |
| 21世紀 | 2020年代 | 2020 | 2021 | 2022 | 2023 | 2024 | 2025 | 2026 | 2027 | 2028 | 2029 |  |
| 21世紀 | 2030年代 | 2030 | 2031 | 2032 | 2033 | 2034 | 2035 | 2036 | 2037 | 2038 | 2039 |  |

### 全体
| 有史以前 | 有史以前    | 〜11千年紀 | 10千年紀 | 9千年紀 | 8千年紀 | 7千年紀 | 6千年紀 | 5千年紀 | 4千年紀 |        |        |
| 紀元前   | 3千年紀     | 30世紀     | 29世紀   | 28世紀  | 27世紀  | 26世紀  | 25世紀  | 24世紀  | 23世紀  | 22世紀 | 21世紀 |
| 紀元前   | 2千年紀     | 20世紀     | 19世紀   | 18世紀  | 17世紀  | 16世紀  | 15世紀  | 14世紀  | 13世紀  | 12世紀 | 11世紀 |
| 紀元前   | 1千年紀     | 10世紀     | 9世紀    | 8世紀   | 7世紀   | 6世紀   | 5世紀   | 4世紀   | 3世紀   | 2世紀  | 1世紀  |
| 紀元後   | 1千年紀     | 1世紀      | 2世紀    | 3世紀   | 4世紀   | 5世紀   | 6世紀   | 7世紀   | 8世紀   | 9世紀  | 10世紀 |
| 紀元後   | 2千年紀     | 11世紀     | 12世紀   | 13世紀  | 14世紀  | 15世紀  | 16世紀  | 17世紀  | 18世紀  | 19世紀 | 20世紀 |
| 紀元後   | 3千年紀     | 21世紀     | 22世紀   | 23世紀  | 24世紀  | 25世紀  | 26世紀  | 27世紀  | 28世紀  | 29世紀 | 30世紀 |
| 紀元後   | 4千年紀以降 |            |          |         |         |         |         |         |         |        |        |